# Antônio Carlos (piłkarz)
Antônio Carlos Cunha Capocasali Junior (ur. 7 marca 1993 w Rio de Janeiro) – brazylijski piłkarz występujący na pozycji środkowego obrońcy, od 2024 roku zawodnik Fluminense.